# 國立臺灣大學志鴻館
25°1′08.34″N 121°32′22.33″E / 25.0189833°N 121.5395361°E
志鴻館是1980年落成的國立台灣大學建築，原先使用該建築物的單位有土木工程系、材料科學與工程學系以及機械系。目前與台大舊機館為配合新機械系館的工程而被校方清空，以便進行拆遷工作。

## 建築配置
志鴻館有地上四層樓，地下一樓層，落成於1980年，佔地面積3786.71平方公尺。志鴻館坐落水杉道西側，台大機械工程館旁。門牌編碼為N52。
原先的地下一樓為土木系學會使用，其餘樓層分為為機械、材料和土木等工學系所的實驗室。如今為配合拆遷事宜，館內許多擺設都已搬遷至台大舊數學系館以及新數學館，並於2012年6月底正式封閉。

## 歷史
1960至1970年代，臺大工程領域學系人數暴增，其中機械系成立了碩士班以及博士班。同時間，從海外留學歸來的學者也紛紛加入教書工作。由於師生人數的上升使得空間需求增加，而台大機械工程館空間無法滿足需求，機械系決定興建新的系館。1975年，機械系開始為興建新系館發起募款活動。
初期募得款項並不夠建設新的館舍。而當要發包建造志鴻館時，恰好碰上了能源危機造成通貨膨脹，捐款更為不足。最後中華民國教育部和台大校方以需將新建校舍提供給工學院多系合用為條件，提供了機械系建築新館舍的剩餘補助，志鴻館才得以動工興建。
為紀念曾於機械工程學系授課的台大第二任校長陸志鴻，校方將此建築物命名為『志鴻館』。此棟建築物是台大首度破格以人名為建築物命名。除此之外，館內還有陸志鴻半身銅像。

## 現況
隨著1992年工綜大樓的落成，機械系師生們便陸續遷移至工綜大樓上課。目前志鴻館的使用系所包括機械系所、土木系所、材料系所、化工系所、高分子所的實驗室，比較少用來教學上課。機械系大學部學生只有在志鴻館使用機工實驗室。
為因應研究空間不足之困境，機械系決定在舊機和志鴻館目前所在地興建一棟全新的機械系館。
2018年4月1日，正式進行志鴻館拆除工作。

## 建築風格

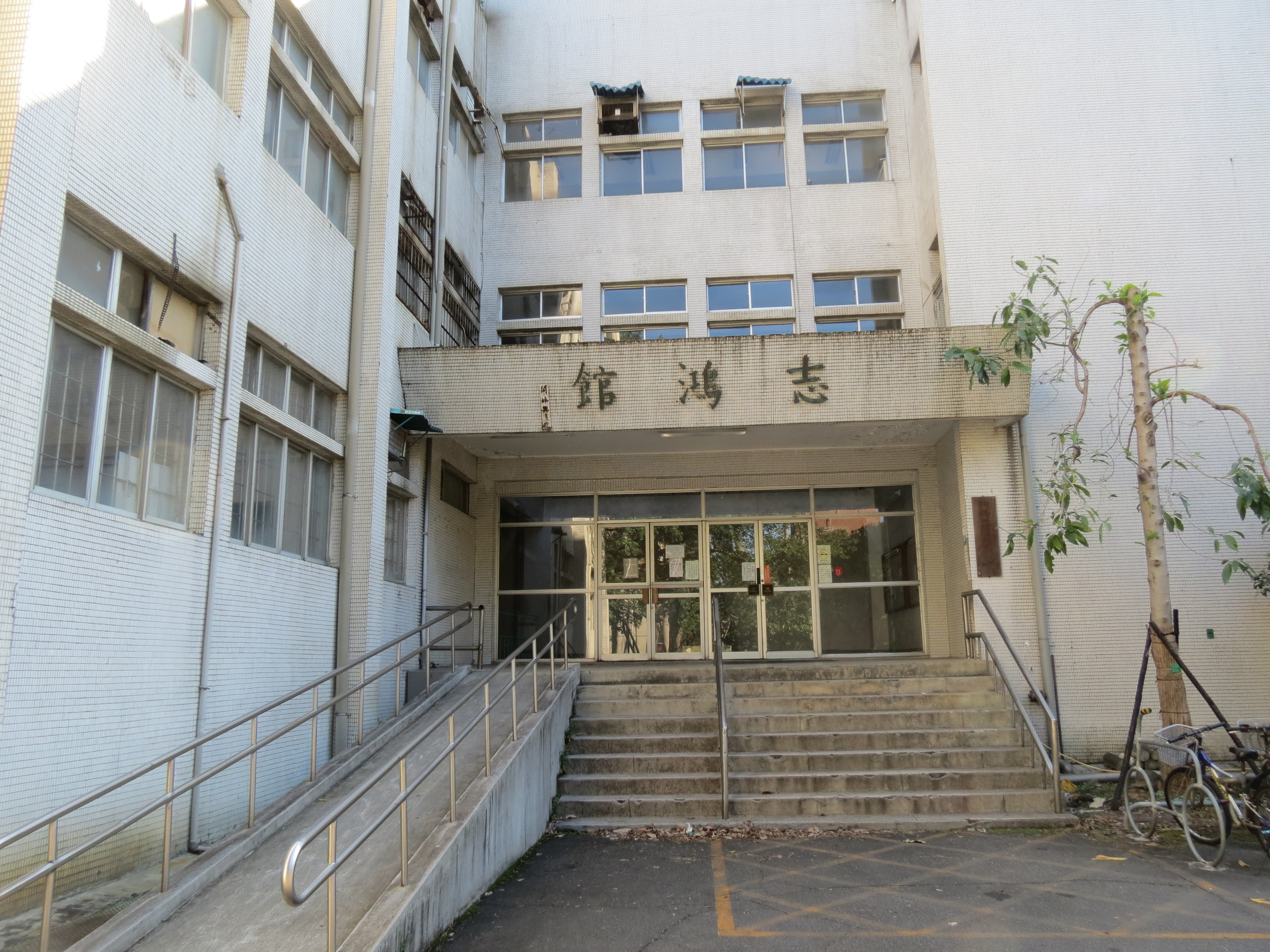
志鴻館正面

志鴻館是一棟造型簡潔的白色建築物。其東西兩側牆面呈梯形造型而這樣的設計主要是是為了節省經費。因工程學系所的實驗所需面積大，要有好的載重條件，所以實驗室只能放在一樓。而相較實驗室所需空間，教授與研究生所需的空間顯得比較小因此便將教授研究室放在二樓，研究生研究室則放在三樓，因此才會呈現如今我們所看的梯形設計。這樣的設計不僅減少建材的需求也降低所需花費。
然而這樣下寬上窄的設計導致許多問題的產生，例如：南北側的陽光曝曬比其他區域的來得高許多，而造成室溫容易升高、每一樓層窗台下的樓梯斷面無法好好利用、窗台容易含水導致水分滲透到室內，牆柱受潮易掉漆等。